# 埃爾吉施峰
46°16′26.4″N 7°44′8.6″E / 46.274000°N 7.735722°E
埃爾吉施峰（Ergischhorn），是瑞士的山峰，位於該國南部，由瓦萊州負責管轄，屬於本寧阿爾卑斯山脈的一部分，海拔高度2,526米，每年平均降雨量1,585毫米。